# Barentsia berenice
Barentsia berenice är en bägardjursart som beskrevs av Jullien och Calvet 1903. Barentsia berenice ingår i släktet Barentsia och familjen Barentsiidae. Inga underarter finns listade i Catalogue of Life.